# Lieja-Bastoña-Lieja 2004
La Lieja-Bastoña-Lieja 2004, 90.ª edición de la carrera válida para la Copa del Mundo de Ciclismo de 2004, fue disputada el 25 de abril de 2004, con un recorrido total de 258,5 km. Fue vencida por el italiano Davide Rebellin, con un tiempo de 6h20'09" y una media de  40.8 km/h.

## Equipos participantes
| N.      | Cod. | Equipo                            |
| ------- | ---- | --------------------------------- |
| 1-8     | PHO  | Phonak Hearing Systems            |
| 11-18   | TMO  | T-Mobile Team                     |
| 21-28   | LOT  | Lotto-Domo                        |
| 31-38   | FAS  | Fassa Bortolo                     |
| 41-48   | QSD  | Quick Step-Davitamon              |
| 51-58   | RAB  | Rabobank                          |
| 61-68   | USP  | US Postal Service p/b Berry Floor |
| 71-78   | CSC  | Team CSC                          |
| 81-88   | ALB  | Alessio-Bianchi                   |
| 91-98   | EUS  | Euskaltel-Euskadi                 |
| 101-108 | FDJ  | fdjeux.com                        |
| 111-118 | SAE  | Saeco Macchine per Caffè          |
| 121-128 | LAM  | Lampre                            |

| N.      | Cod. | Equipo                             |
| ------- | ---- | ---------------------------------- |
| 131-138 | GST  | Gerolsteiner                       |
| 141-148 | CHO  | Chocolade Jacques-Wincor           |
| 151-158 | LAN  | Landbouwkrediet-Colnago            |
| 161-168 | BLB  | Brioches La Boulangère             |
| 171-178 | IBB  | Illes Balears-Banesto              |
| 181-188 | SDV  | Saunier Duval-Prodir               |
| 191-198 | LST  | Liberty Seguros                    |
| 201-208 | MRB  | Mr Bookmaker.com-Palmans           |
| 211-218 | A2R  | AG2R Prévoyance                    |
| 221-228 | C.A  | Crédit Agricole                    |
| 231-238 | VIN  | Vini Caldirola-Nobili Rubinetterie |
| 241-248 | DVE  | Domina Vacanze                     |

## Clasificación final
| Pos. | Corredor            | Equipo          | Tiempo   |
| ---- | ------------------- | --------------- | -------- |
| 1    | Davide Rebellin     | Gerolsteiner    | 6h20'09" |
| 2    | Michael Boogerd     | Rabobank        | a 2"     |
| 3    | Aleksandr Vinokurov | T-Mobile        | a 4"     |
| 4    | Samuel Sánchez      | Euskaltel       | a 8"     |
| 5    | Erik Dekker         | Rabobank        | a 12"    |
| 6    | Matthias Kessler    | T-Mobile        | s.t.     |
| 7    | Michele Scarponi    | Domina Vac.     | s.t.     |
| 8    | Ivan Basso          | CSC             | s.t.     |
| 9    | Tyler Hamilton      | Phonak          | s.t.     |
| 10   | Ángel Vicioso       | Liberty Seguros | s.t.     |